# هجمات 11 سبتمبر

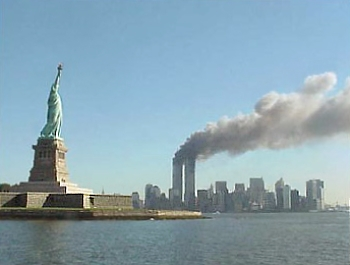
صورة لبرجي التجارة العالميين في نيويورك بعد اصطدام الطائرة الأولى بالبرج الشمالي.

هجمات 11 سبتمبر أو هجمات 11 أيلول وتُعرف كذلك باسم أحداث 11 سبتمبر واختصارًا 9/11 هي مجموعة من الهجمات استهدفت الولايات المتحدة في يوم الثلاثاء الموافق 11 سبتمبر 2001، وجرت بواسطة أربع طائرات نقل مدني تجارية، تقودها أربع فرق تابعة لتنظيم القاعدة، وُجِهت لتصطدم بأهداف محددة، وقد نجحت ثلاث منها في ذلك، بينما سقطت الرابعة بعد أن استطاع ركَّاب الطائرة السيطرة عليها من يد الخاطفين لتغيير اتجاهها، ما أدَّى إلى سقوطها وانفجارها في نطاق أراضي ولاية بنسيلفانيا.
تمثلت أهداف الطائرات الثلاث في برجي مركز التجارة الدولية الواقعة في مانهاتن ومقر وزارة الدفاع الأمريكية، المعروف باسم البنتاغون، بينما لم تُحدٍّد التحريات حتى اليوم الهدف الذي كان يريد خاطفو الطائرة الرابعة ضربه.
تسببت هذه الأحداث في مقتل 2977 شخصًا إضافة إلى 19 من إرهابيي تنظيم القاعدة المسؤولين عن خطف الطائرات، إضافة لآلاف الجرحى والمصابين بأمراض؛ جراء استنشاق دخان الحرائق والأبخرة السامة. أمر وزير الدفاع الأمريكي دونالد رامسفيلد بزيادة مستوى ديفكون إلى 3، كما أخذت الاحتياطات لزيادة مستوى ديفكون إلى 2، لكن هذا لم يحدث. ولم تفلح هذهِ الاحتياطات في صد هجمات الطائرات على البرجين ووُجهت انتقادات شديدة لمسؤوليها الأمنيين.
اختطف 19 من تنظيم القاعدة أربع طائرات ركاب تديرها شركتان أمريكيتان رائدتان للنقل الجوي (الخطوط الجوية المتحدة والخطوط الجوية الأمريكية) وغادرت جميعها من مطارات في شمال شرق الولايات المتحدة متجهة إلى كاليفورنيا. اصطدمت طائرتان منها: الخطوط الجوية الأمريكية الرحلة 11 والخطوط الجوية المتحدة الرحلة 175 بالبرجين الشمالي والجنوبي على التوالي لمجمع مركز التجارة العالمي في منطقة مانهاتن السفلى. في غضون ساعة و42 دقيقة انهار كلا البرجين المكونين من 110 طوابق. وتسبب الحطام والحرائق الناتجة عن ذلك بانهيار جزئي أو كامل لجميع المباني الأخرى في مجمع مركز التجارة العالمي، بما في ذلك برج مركز التجارة العالمي 7 المكون من 47 طابقًا، ناهيك عن أضرار كبيرة لحقت بعشر مبانٍ أخرى كبيرة محيطة به. تحطمت طائرة ثالثة هي الخطوط الجوية الأمريكية الرحلة 77 في البنتاغون (مقر وزارة الدفاع الأمريكية) في مقاطعة أرلنغتون بولاية فيرجينيا، ما أدى إلى انهيار جزئي في الجانب الغربي من المبنى. أمَّا الطائرة الرابعة ألا وهي الخطوط الجوية المتحدة الرحلة 93 فقد كانت متجهة نحو واشنطن العاصمة، لكنها تحطمت في حقل في بلدية ستونيكريك الواقعة ضمن مقاطعة سومرست بالقرب من شانكسفيل بولاية بنسلفانيا؛ بعد أن تصدى ركابها للخاطفين وأحبطوهم.
سُرعان ما وُجِّهت الشكوك نحو تنظيم القاعدة وردَّت الولايات المتحدة بشن الحرب على الإرهاب وغزو أفغانستان لخلع حركة طالبان التي رفضت الامتثال للمطالب الأمريكية بطرد تنظيم القاعدة من أفغانستان وتسليم زعيمها أسامة بن لادن. عززت بلدان كثيرة حول العالم تشريعاتها لمكافحة الإرهاب ووسعت من سلطات أجهزة الأمن وإنفاذ القانون والاستخبارات لمنع هجمات مماثلة. ورغم إنكار بن لادن في البداية أي تورط له في الهجمات، فقد أعلن في عام 2004 مسؤوليته عنها. ذكر تنظيم القاعدة وبن لادن دوافعهم المتمثلة بالدعم الأمريكي لإسرائيل ووجود القوات الأمريكية في المملكة العربية السعودية والعقوبات المفروضة على العراق. بعد التملص من الاعتقال لمدة عقد من الزمان تقريبًا، كان بن لادن موجودًا في باكستان وقُتل على يد «فريق سيل 6» التابع للبحرية الأمريكية في مايو 2011 أثناء فترة إدارة الرئيس أوباما.
تدمير مركز التجارة العالمي والهياكل الأساسية المجاورة أضرَّ اقتصاد مدينة نيويورك بصورة حادَّة وكان ذو أثر كبير على الأسواق العالمية. أُغلق شارع وول ستريت حتى 17 سبتمبر بالإضافة إلى المجال الجوي للطائرات المدنية الأمريكية والكندية حتَّى 13 سبتمبر. تَبِع ذلك العديد من الإغلاقات والإجلاءات والإلغاءات من باب الاحترام والعزاء أو خوفًا من وقوع المزيد من الهجمات. جرى استكمال تنظيف موقع مركز التجارة العالمي في مايو 2002، ورُمِّم مبنى البنتاغون في غضون عام. بدأ تشييد مركز التجارة العالمي 1 في نوفمبر 2006، وافتُتح المبنى في نوفمبر 2014. شُيدَّت العديد من النُصب التذكارية، بما في ذلك النصب التذكاري والمتحف الوطني لأحداث 11 سبتمبر في مدينة نيويورك، ونصب البنتاغون التذكاري في مقاطعة أرلينغتون (فرجينيا)، والنصب التذكاري الوطني للرحلة 93 في موقع التحطم بالقرب من شانكسفيل.
استنادًا إلى محتويات «الـ28 صفحة» المنقحة من تقرير ديسمبر 2002 حول «التحقيق المشترك في أنشطة مجتمع الاستخبارات قبل وبعد تلك الهجمات في 11 سبتمبر 2001»، ادَّعى اثنان من أعضاء مجلس الشيوخ السابقين أنَّ الحكومة السعودية كانت متورطة في الهجمات. وتحتوي هذه الصفحات على معلومات متعلقة بالمساعدة المادية والمالية التي قدمها المسؤولون السعوديون للخاطفين والشركات التابعة لهم قبل الهجمات.
نتيجة للهجمات، دخلت الولايات المتحدة في حالة طوارئ وطنية منذ عام 2001.

## خلفية

### تنظيم القاعدة

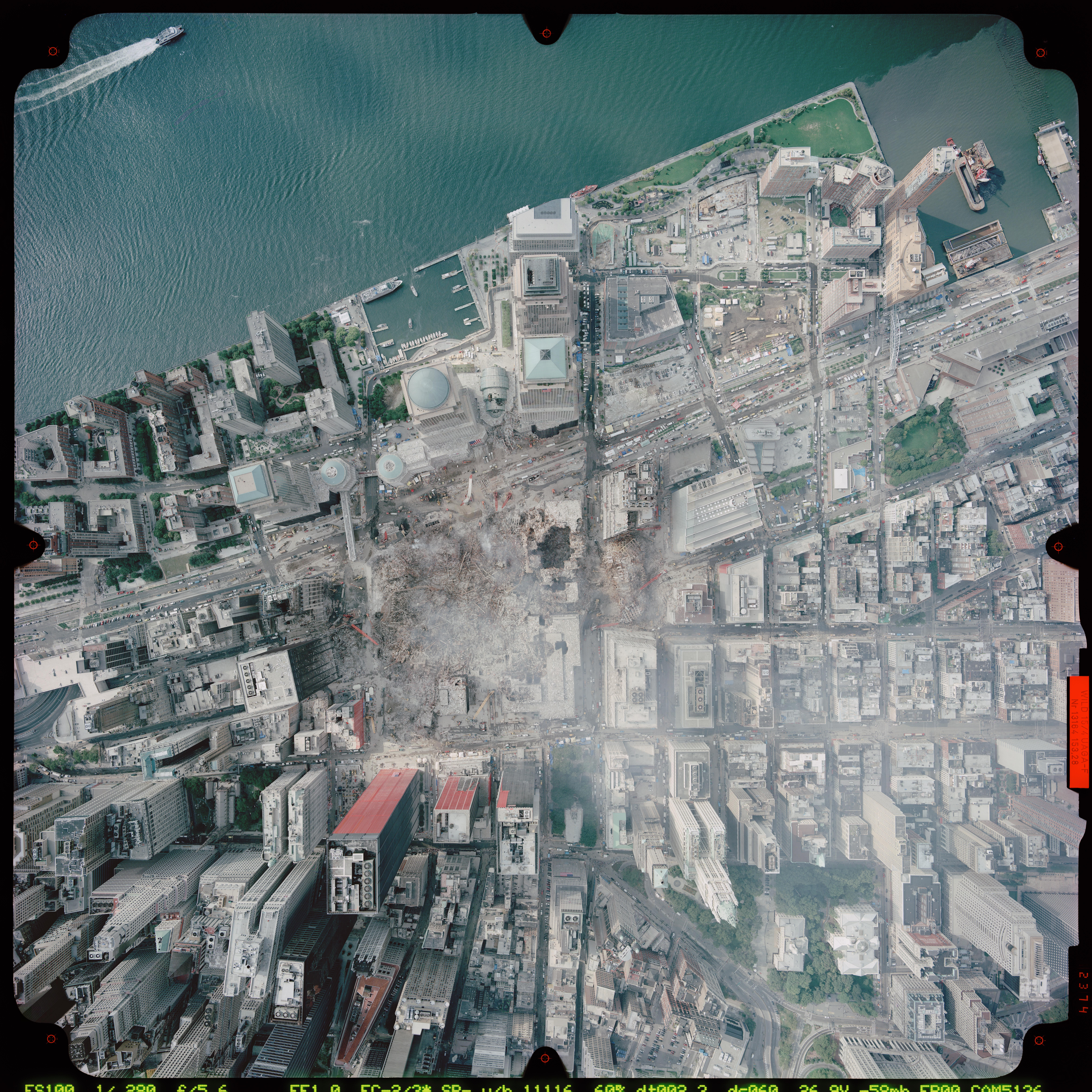
حطام مجمع مركز التجارة العالمي. صورة ملتقطة بعدسة طائرة من طراز سيسنا ستيشن جيت التابعة للإدارة

تعود أصول تنظيم القاعدة إلى عام 1979، عندما غزا الاتحاد السوفييتي أفغانستان. سافر أسامة بن لادن إلى أفغانستان، وساعد في تنظيم المجاهدين العرب لمقاومة السوفييت. وتحت توجيه من أيمن الظواهري، أصبح ابن لادن أكثر تطرفًا. في عام 1996، أصدر ابن لادن أول فتوى له، يدعو فيها الجنود الأمريكيين إلى مغادرة السعودية.
في الفتوى الثانية له في عام 1998، أوضح ابن لادن اعتراضاته على السياسة الأمريكية الخارجية فيما يتعلق بإسرائيل، إلى جانب الوجود المستمر للقوات الأمريكية في السعودية بعد حرب الخليج. استخدم ابن لادن نصوصًا إسلامية لتحريض المسلمين على الهجوم على الأمريكيين حتى ترد المظالم المذكورة. وفقًا لابن لادن، «اتفق العلماء المسلمون عبر التاريخ الإسلامي بالإجماع على أنَّ الجهاد واجب على الفرد إذا دمر الأعداء دولًا إسلامية».
أسامة بن لادن

نظَّم ابن لادن الهجمات وأنكر في البداية تورطه فيها، لكنه تراجع لاحقًا عن تصريحاته. بثّت قناة الجزيرة، في 16 سبتمبر من عام 2001، بيانًا صادرًا عنه يقول فيه:«أؤكد أنَّني لم أخطط لهذا العمل، الذي يبدو أن منفِّذيه أفرادٌ لهم دوافعهم الخاصة». في عام 2001، استعادت القوات الأمريكية شريطا فيديو مسجلًا من بيت مُدمَّرٍ في جلال؛آباد، أفغانستان. يمكن رؤية ابن لادن في الفيديو يتحدث إلى خالد الحربي ويعترف بمعرفته المسبقة بالهجمات. في 27 ديسمبر، عام 2001، أُصدر فيديو آخر لابن لادن. قال في الفيديو:
أصبح من الواضح أنَّ الغرب بشكلٍ عامٍ، وأمريكا بشكلٍ خاصٍ، لديهم حقدٌ لا يوصف على الإسلام... إنَّه حقدُ الصليبيين. يستحق الإرهاب ضد أمريكا الثناء؛ لأنَّه كان ردًا على الظلم، والهدف منه هو إجبار أمريكا على إيقاف دعمها لإسرائيل، التي تقتل شعبنا... نقول إنَّ نهاية الولايات المتحدة باتت وشيكة، سواءً كان ابن لادن أو أتباعه ميتين أو على قيد الحياة، لأن صحوة الأمَّة الإسلامية قد بدأت.
لكنه لم يصل إلى الاعتراف بمسؤوليته عن الهجوم.

بعد فترةٍ قصيرة من الانتخابات الرئاسية الأمريكية لعام 2004، استخدم ابن لادن شريطًا مسجلًا يعترف فيه بشكل علني بتورط القاعدة بالهجمات على الولايات المتحدة. اعترف بعلاقته المباشرة بالهجمات وعلل تنفيذها قائلًا:

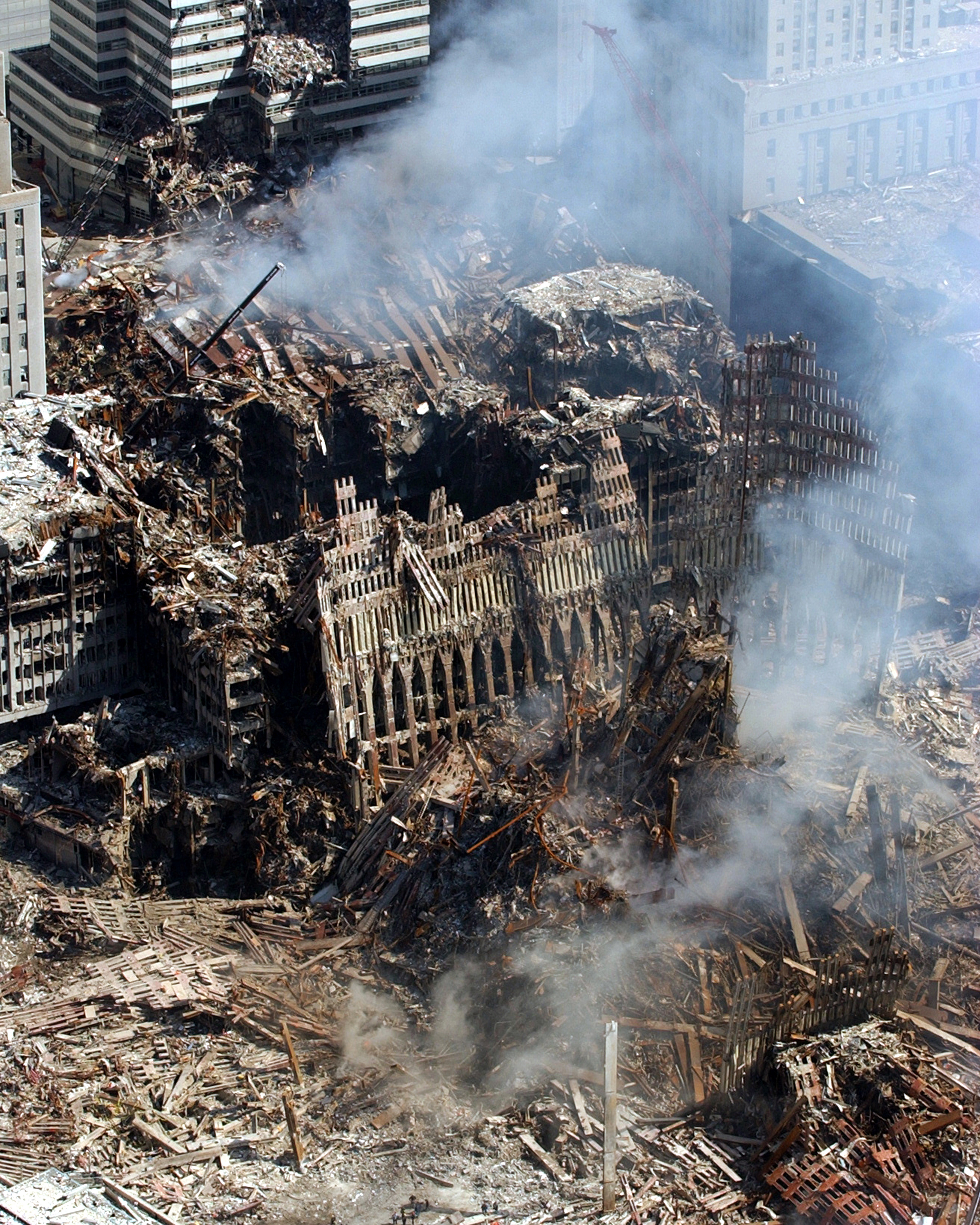

نحن أحرار... ونريد استعادة حرية أمَّتنا. عندما تخرِّبون أمننا، سنخرٌب أمنكم.
قال ابن لادن أنَّه وجَّه شخصيًا أتباعه لمهاجمة مركز التجارة العالمي والبنتاغون. حصلت قناة الجزيرة على فيديو آخر في سبتمبر 2006، يظهر ابن لادن مع رمزي بن الشيبةإلى جانب اثنين من خاطفي الطائرات، حمزة الغامدي ووائل الشهري، عندما كانوا يُحضرون للهجمات. لم تتهم الولايات المتحدة ابن لادن بهجمات 9/11، لكنَّه كان على قائمة المطلوبين لمكتب التحقيقات الفيدرالي (إف بي آي) لتفجير سفارات الولايات المتحدة في دار السَّلام، تنزانيا، ونيروبي، كينيا. بعد مطاردة دامت عشر سنوات، أعلن رئيس الولايات المتحدة باراك أوباما أنَّ ابن لادن قُتِل على يد القوات الأمريكية الخاصة في مُجمّعه في آبوت آباد، باكستان، في 1 مايو عام 2011.

#### خالد شيخ محمد

لحظة اصطدام طائرة الرحلة رقم 175 التابعة للخطوط الجوية المتحدة بالبرج الجنوبي.

قال الصحفي في قناة الجزيرة، يسري فودة، في تقرير له إنَّ خالد شيخ محمد اعترف بتورطه في الهجمات، إلى جانب رمزي بن الشيبة. أفاد تقرير المفوضية عن هجمات 9/11 لعام 2004، أنَّ عِداءَ محمدٍ، المُخَطِّط الرئيسي لهجمات 9/11، تجاه الولايات المتحدة ناتج عن «خلافه الشديد مع سياسة الولايات المتحدة الداعمة لإسرائيل». كان محمد أيضًا مستشارًا وممولًا لتفجيرات مركز التجارة العالمي في عام 1993، وهو عمُّ رمزي يوسف، المفجر الرئيسي في الهجوم.
اعتُقل محمد في 1 مارس عام 2003، في روالبندي، باكستان، على يد مسؤولين أمنيين باكستانيين يعملون مع وكالة المخابرات الأمريكية. احتُجِز في حينها في عدة سجون سرية تابعة لوكالة المخابرات الأمريكية وفي خليج غوانتنامو، حيث جرى استجوابه وتعذيبه بطرق من ضمنها الغرق في الماء. اعترف محمد مجددًا خلال جلسات الاستماع في خليج غوانتانامو في مارس عام 2007، بمسؤوليته عن الهجمات، مصرِّحًا أنَّه «كان مسؤولًا عن عمليات 9/11 من الألف إلى الياء» وأنَّ تصريحه هذا لم يكن تحت الضغط.
أشار محامو خالد شيخ محمد في رسالة قدموها إلى محكمة المقاطعة الأمريكية، في مانهاتن، في تاريخ 26 يوليو عام 2019، إلى أنَّه كان مهتمًا بإدلاء شهادته حول دور السعودية في هجمات 9/11، ومساعدة الضحايا وعائلات ضحايا 9/11، مقابل عدم مطالبة الولايات المتحدة بإعدامه. طرح جيمس كرينلدر، أحد محامي الضحايا، تساؤلاته حول الفائدة من محمد.

#### أعضاء آخرين من القاعدة
ذكرت أسماء خمسة أشخاص، «في التعويض عن شهادة خالد شيخ محمد» ضمن محاكمة زكريا الموسوي، كانوا على علم تام بتفاصيل العملية. هؤلاء الأشخاص هم ابن لادن، وخالد شيخ محمد، ورمزي بن الشيبة، وأبو تراب الأردني، ومحمد عاطف. حتى الآن، لم يُدَن ويُحاكم سوى الشخصيات الهامشية في الهجمات.
في 26 سبتمبر عام 2005، حكمت المحكمة الإسبانية العليا على أبو الدحداح بالسجن سبعة عشر عامًا، بتهمة التآمر في هجمات 9/11 ولكونه عضوًا في تنظيم القاعدة. في الوقت نفسه، حُكم على 17 عضواً آخرين بالسجن بين ستة إلى إحدى عشر عامًا. في فبراير عام، خفَّفت المحكمة الإسبانية العليا من عقوبة أبو الدحداح إلى 12 عامًا، لأنَّها اعتبرت أنَّ مشاركته في المؤامرة لم تكن مؤكدة.
في عام 2006، أُدين موسوي - الذي اشتُبه مُسبقًا أنَّه المختَطف رقم 20 - بالدور الأقل أهمية في التآمر لارتكاب أعمال وصِفٕت بالإرهابيةِ وأعمال القرصنة الجوية. حُكِم عليه بالسجن مدى الحياة دون الإفراج المشروط في الولايات المتحدة. أمضى منير المتصدق - أحد المختطفين في قاعدة هامبورغ - 15 عامًا في ألمانيا؛ ليؤدي دوره في مساعدة الخاطفين على الاستعداد للهجمات. أُطلِق سراحه في أكتوبر 2018، وتم ترحيله إلى المغرب.
ضمَّت خلية هامبورغ الإسلامية في ألمانيا منفِّذين تبيَّن في النهاية أنَّهم عملاء رئيسيون في هجمات 11 سبتمبر. محمد عطا، ومروان الشحي، وزياد جراح، ورمزي بن الشيبة، وسعيد بحجي، جميعهم كانوا من أعضاء خلية هامبورغ التابعة لتنظيم القاعدة الإرهابي.

### معلومات استخباراتية
في أواخر عام 1999، اتصل وليد بن عطاش (الملقَّب خلاد) أحد أعضاء تنظيم القاعدة - بخالد المحضار وقال له أنَّه سيلتقي به في كوالالمبور بماليزيا، وحضر اللقاء أيضًا نواف الحازمي وأبو براء اليمني. اعترضت وكالة الأمن القومي اتصالًا هاتفيًا ذُكِر فيه الاجتماع والمحضار واسم (نواف الحازمي). رغم أنَّ الوكالة خشيَّت من وجود شيء شنيع قيد التنفيذ، فإنَّها لم تتخذ أي إجراء آخر. وقد حذَّرت المخابرات السَّعوديَّة وكالة المخابرات المركزية بالفعل بشأن حالة المحضار والحازمي بصفتهما عضوين في تنظيم القاعدة الإرهابي، اقتحم فريق المخابرات المركزيَّة الأمريكيَّة غرفة الفندق الخاصة بالمحضار بدبي واكتشفت وجود تأشيرة أمريكيَّة بحَوزته. في حين أنَّ وحدة تعقب ابن لادن (أو محطة أليك) نبَّهت وكالات الاستخبارات في مختلف أنحاء العالم إلى هذه الحقيقة، فإنَّها لم تشارك هذه المعلومات مع مكتب التحقيقات الفيدرالي. راقب جهاز استخبارات الفرع الخاص الماليزي اجتماع 5 يناير 2000 بين عضوي تنظيم القاعدة، وأبلغ وكالة الاستخبارات المركزية الأميركية أنَّ المحضار والحازمي ووليد بن عطاش(خلاد) انطلقوا على متن طائرة متوجهين إلى بانكوك، ولكنَّ وكالة الاستخبارات المركزية الأميركية لم تُخطِر وكالات أخرى بهذا، ولم تطلب من وزارة الخارجية وضع المحضار على قائمتها للمراقبة. طلب مكتب التحقيقات الفدرالي في اتصال مع وحدة تعقب ابن لادن تصريحًا بإبلاغ مكتب التحقيقات الفدرالي بالاجتماع، لكنه تلقى ردًا أنَّ: «هذا الأمر ليس من شأنِّ مكتب التحقيقات الفيدرالي».
في أواخر يونيو، كان ريتشارد كلارك المسؤول البارز في مكافحة الإرهاب، وجورج تينيت مدير وكالة الاستخبارات المركزية الأمريكية «مقتنعين بأن سلسلة كبيرة من الهجمات على وشك الوقوع»، رُغم أنَّ وكالة الاستخبارات المركزية اعتقدت أنَّ الهجمات من المرجح أن تحدث في المملكة العربية السعودية أو إسرائيل. في أوائل يوليو، وضع كلارك الوكالات المحلية في «حالة تأهب قصوى» قائلًا لها: «ثمَّة شيء هائل حقًا سيحدث هنا. قريبًا». طلب من مكتب التحقيقات الفدرالي ووزارة الخارجية تنبيه السفارات وأقسام الشرطة ووزارة الدفاع بالتحوُّل لـ «حالة التهديد دلتا». كتب كلارك فيما بعد: «في مكان ما في السي آي إيه كانت هناك معلومات عن وجود اثنين من إرهابيي القاعدة المعروفين في الولايات المتَّحدة، وفي مكتب التَّحقيق الفيدراليِّ كانت هناك معلومات عن وقوع أحداث غريبة في مدارس الطيران بالولايات المتَّحدة. وكان لديهم معلومات محددة عن الأفراد الإرهابيين. ولم يصل إليَّ أو إلى البيت الأبيض أيٌّ من هذه المعلومات».
في 13 يوليو، أرسل توم ويلشر - عميل المخابرات الأمريكيَّة المركزيَّة المكلَّف بقسم الإرهاب الدوليِّ التابع لمكتب التحقيق الفيدراليِّ - بريدًا إلكترونيًا إلى رؤسائه في مركز مكافحة الإرهاب (سي تي سي) التابع للسي آي ايه يطلب فيه إذنًا؛ لإبلاغ مكتب التحقيقات الفيدرالي عن وجود الحازمي في البلاد وأنَّ المحضار لديه تأشيرة أمريكية. ولم تردْ وكالة الاستخبارات المركزية على ذلك قط.
في اليوم نفسه من شهر يوليو، أُبلِغت مارغريت غيليسبي، وهي محلِّلة من مكتب التحقيقات الفيدراليِّ تعمل في مركز مكافحة الإرهاب، بتنفيذ مراجعة مواد حول الاجتماع المعقود في ماليزيا. ولم يتم إخبارها بوجود أطراف الاجتماع في الولايات المتحدة، فقد أعطت السي آي إيه صور كاميرا مراقبة لغيليسبي تظهر المحضار والحازمي في الاجتماع كي تريها لمكتب التحقيقات الفيدرالي لمكافحة الإرهاب دون إطلاعها على أهميتها. أبلغتها قاعدة بيانات إنتلنك (بالإنجليزية: Intelink database) بعدم مشاركة مواد استخباراتية عن الاجتماع مع المحققين الجنائيين. وعندما عرضت الصوَّر، رفض مكتب التحقيقات الفيدرالي تقديم المزيد من التفاصيل عن أهميتها، ولم يقدموا تاريخ ميلاد المحضار أو رقم جواز سفره. وفي أواخر أغسطس 2001، طلبت غيليسبي من دائرة الهجرة والتجنيس، ووزارة الخارجية، ودائرة الجمارك، ومكتب التحقيقات الفيدرالي، أن يضعوا الحازمي والمحضار على قوائم المراقبة الخاصة بهم، إنَّما مُنع مكتب التحقيقات الفيدرالي من استخدام عملاء مجرمين في البحث عن الثنائي، ما أعاق جهودهم.
في يوليو أيضًا، أرسل عميل مكتب التحقيقات الفيدرالي الموجود في فينيكس رسالة إلى مقرِّ مكتب التحقيق الفيدراليِّ، وحدة تعقب ابن لادن، بالإضافة إلى عملاء إف بي آي في نيويورك محذرًا إياهم حول «احتمالية وجود جهود منسقة يقودها أسامة بن لادن لإرسال طلاب للولايات المتحدة لحضور جامعات وكليات الطيران المدني». وأشار العميل كينيث ويليامز إلى ضرورة مقابلة جميع مُدراء مدارس الطيران وتحديد جميع الطلاب العرب الذين يسعون إلى التدرُّب على الطيران. في يوليو، حذَّرت الأردنُالولايات المتحدة من أنَّ تنظيم القاعدة كان يخطِّط لشنِّ هجوم على الولايات المتحدة «بعد شهور»، أبلغت الأردن الولايات المتحدة بأن الاسم الرمزي للهجوم هو «العرس الكبير» وأنَّه يتعلَّق بطائرات.
في 6 أغسطس 2001، عُنْوِن تقرير وكالة المخابرات المركزية الإخباري اليومي الرئاسي (بّي دي بي) وهو تقرير مخصص «للرئيس فقط» بالعنوان التالي «ابن لادن مُصَمِّم على ضرب الولايات المتحدة» وأشارت المذكِّرة إلى أنَّ «معلومات مكتب التحقيقات الفيدرالي تشير إلى أنماط من الأنشطة المشبوهة في البلد تتماشى مع الاستعدادات لعمليات اختطاف أو أنواع أخرى من الهجمات».
في منتصف أغسطس، أبلغت إحدى مدارس مينيسوتا للطيران مكتب التحقيقات الفيدرالي عن زكريا موسوي الذي طرح «أسئلة مشبوهة». اكتشف مكتب التحقيقات الفدرالي أنَّ موسوي شخص سافر إلى باكستان، اعتقلته دائرة الهجرة والتجنيس بسبب تجاوز فترة صلاحية تأشيرته الفرنسية. رفض مقر مكتب التحقيقات الفيدرالي طلبهم بتفتيش حاسوبه المحمول؛ بسبب عدم وجود سبب وجيه قانونًا لذلك.
عُزيت حالات الإخفاق في تبادل المعلومات الاستخبارية إلى سياسات وزارة العدل في عام 1995 التي تحد من تبادل المعلومات الاستخبارية، بالإضافة إلى إحجام وكالة المخابرات المركزية ووكالة الأمن القومي عن الكشف عن «مصادر وأساليب عمل حساسة» كمراقبة الهواتف. الإدلاء بشهادة أمام لجنة هجمات 9/11 في أبريل 2004، أشار النائب العام للولايات المتحدة آنذاك جون آشكروفت أثناء إدلائه بشهادته أمام لجنة هجمات 9/11 إلى أنَّ «السبب الهيكلي الأكبر والوحيد وراء مشكلة 11 سبتمبر هو الجدار الذي عزل أو فصل المحققين الجنائيين عن عملاء الاستخبارات». وكتب كلارك أيضًا: «هناك إخفاقات داخل المنظمات في إيصال المعلومات إلى المكان الصحيح في الوقت الصحيح».

## مسار الأحداث
حسب الرواية الرسمية للحكومة الأمريكية، يوم الثلاثاء 11 سبتمبر 2001 نفذ 19 شخصا على صلة بـتنظيم القاعدة هجمات باستعمال طائرات مدنية مختطفة. وانقسم منفذو العملية إلى أربع مجاميع ضمت كل مجموعة شخصا تلقى دروسا في معاهد الملاحة الجوية الأمريكية. وكان الهجوم عن طريق اختطاف طائرات نقل مدني تجارية، ومن ثم توجيهها لتصطدم بأهداف محددة. وكانت الهجمة الأولى حوالي الساعة 8:46 صباحا بتوقيت نيويورك، حيث اصطدمت إحدى الطائرات المخطوفة بالبرج الشمالي من مركز التجارة العالمي. وبعدها بربع ساعة في حوالي الساعة 9:03، اصطدمت طائرة أخرى بمبنى البرج الجنوبي. وبعد ما يزيد على نصف الساعة، اصطدمت طائرة ثالثة بمبنى البنتاغون. بينما كان من المفترض أن تصطدم الطائرة الرابعة بالبيت الابيض، لكنها تحطمت قبل وصولها للهدف.
أدت هذه الأحداث إلى حصول تغييرات كبيرة في السياسة الأمريكية، والتي بدأت مع إعلانها الحرب على الإرهاب، ومنها الحرب على أفغانستان وسقوط نظام حكم طالبان، والحرب على العراق، وإسقاط نظام صدام حسين هناك أيضا.
وبعد أقل من 24 ساعة على الأحداث، أعلن حلف شمال الأطلسي أن الهجمة على أي دولة عضو في الحلف هو بمثابة هجوم على كافة الدول التسع عشرة الأعضاء. وكان لهول العملية أثر على حشد الدعم الحكومي لمعظم دول العالم للولايات المتحدة ونسي الحزبان الرئيسيان في الكونغرس ومجلس الشيوخ خلافاتهما الداخلية. أما في الدول العربية والإسلامية، فقد كان هناك تباين شاسع في المواقف الرسمية الحكومية مع الرأي العام السائد على الشارع الذي كان أما لا مباليا أو على قناعة بأن الضربة كانت نتيجة ما وصفه البعض «بالتدخل الأمريكي في شؤون العالم».
بعد ساعات من أحداث 11 سبتمبر، وجهت الولايات المتحدة أصابع الاتهام إلى تنظيم القاعدة وزعيمه أسامة بن لادن. ويذكر أن القوات الأمريكية ادعت أنها عثرت في ما بعد على شريط في بيت مهدم جراء القصف في جلال آباد في نوفمبر 2001، يظهر فيه أسامة بن لادن وهو يتحدث إلى خالد بن عودة بن محمد الحربي عن التخطيط للعملية. وقد قوبل هذا الشريط بموجة من الشكوك بشأن مدى صحته. ولكن بن لادن -في عام 2004 م- وفي تسجيل مصور تم بثه قبيل الانتخابات الأمريكية في 29 أكتوبر 2004 م، أعلن مسؤولية تنظيم القاعدة عن الهجوم.
وتبعا لمكتب التحقيقات الفيدرالي، فإن محمد عطا (واسمه الكامل محمد عطا السيد) هو الشخص المسؤول عن ارتطام الطائرة الأولى بمبنى مركز برج التجارة العالمي، كما أعتبر محمد عطا المخطط الرئيسي للعمليات الأخرى التي حدثت ضمن ما أصبح يعرف بأحداث 11 سبتمبر.

## ما بعد الأحداث
نتج عن هجوم 11 سبتمبر ردود فعل فورية على الحدث، بما في ذلك ردود الفعل المحلية وجرائم الكراهية واستجابة المسلمين الأمريكيين للحدث والاستجابات الدولية على الهجوم والردود العسكرية على الأحداث. أنشأ الكونغرس بسرعة برنامج تعويض شامل في أعقاب الحدث لتعويض ضحايا هجوم 11 سبتمبر وأسرهم أيضًا.

### الاستجابة الفورية

رئيس الولايات المتحدة جورج دبليو بوش يتلقى تفاصيل الهجومات في ساراسوتا بولاية فلوريدا.

في الساعة 8:32 صباحًا، أبلغ مسؤولو إدارة الطيران الفيدرالية (إف إف إيه) عن اختطاف الرحلة 11، وأبلغوا بدورهم قيادة دفاع الفضاء الجوي الأمريكية الشمالية (نوراد). أرسلت نوراد طائرتين طراز إف-15 إيغل من قاعدة أوتيس للحرس الوطني الجوي في ماساتشوستس، وكانتا في الجو بحلول الساعة 8:53 صباحًا. بسبب الاتصالات البطيئة والمشوشة من مسؤولي إدارة الطيران الفيدرالية، لاحظت نوراد أنَّ الرحلة 11 قد اختطفت، ولم يصدر أي إخطار عن أي من الرحلات الأخرى قبل تحطمها. بعد إصابة كلا البرجين التوأمين، أُرسلت المزيد من المقاتلات من قاعدة لانغلي للقوات الجوية في فرجينيا في الساعة 9:30 صباحًا. وفي الساعة 10:20 صباحًا. أصدر نائب الرئيس ديك تشيني أوامر بإسقاط أي طائرة تجارية يُؤكد اشتباهها على أنَّها مختطفة. ولم تصل هذه التعليمات في الوقت المناسب للطائرات الحربية لاتخاذ الإجراءات. أقلعت بعض الطائرات إلى الجو دون ذخيرة حيَّة، مع علمهم أنَّه لمنع الخاطفين من ضرب أهدافهم المقصودة، قد يُضطرون إلى صدم وتحطيم طائرتهم بالطائرات المُختطفة، مع إمكانية قذفهم خارجًا في اللحظة الأخيرة.
ولأول مرة في تاريخ الولايات المتحدة، نُفِّذَت خطة «سكاتانا»، وبالتالي تعليق عشرات الآلاف من المسافرين في جميع أنحاء العالم. في اليوم الأول من عمل بِن سليني كمدير العمليات الوطنية في إدارة الطيران الفيدرالية، أمر بإغلاق المجال الجوي الأميركي في وجه جميع الرحلات الدولية، ما أدى إلى إعادة نحو 500 رحلة جوية إلى بلدان أخرى أو إعادة توجيهها إليها. وتلقت كندا 226 رحلة من الرحلات المحولة وأطلقت «عملية الشريط الأصفر»؛ للتعامل مع الأعداد الكبيرة من الطائرات التي حطّت على أراضيها والمسافرين الذين تقطعت بهم السبل.
كان لهجمات 11 سبتمبر آثار فورية على الشعب الأميركي من المحيط للمحيط. أخذ رجال الشرطة والإنقاذ من مختلف أنحاء البلاد إجازة من وظائفهم وسافروا إلى مدينة نيويورك؛ للمساعدة في انتشال الجثث من البقايا المتشابكة للبرجين التوأم. تصاعدت التبرعات بالدم بصورة حادة في الولايات المتحدة في الأسابيع التالية لـ 9/11.
أدت وفاة البالغين في الهجمات إلى فقدان أكثر من 3000 طفل لأحد والديهم. وثقت الدراسات اللاحقة ردود فعل الأطفال على هذه الخسائر الفعلية وعلى الخسائر المخيفة في الأرواح، وعلى بيئة الحماية في أعقاب الهجمات، وعلى مقدمي الرعاية الباقين على قيد الحياة.

### ردود الفعل الداخلية

#### جرائم كراهية إرهابية
بعد الهجمات بفترة قصيرة، ظهر الرَّئيس بوش بشكل علني في أكبر المراكز الإسلامية في واشنطن العاصمة، واعترف «بالمساهمة القيِّمة للغايَّة» التي قدمها المسلمون الأمريكيون لبلدهم ودعا لمعاملتهم باحترام. أُبلِغَ عن العديد من حوادث الإزعاج وجرائم الكراهية ضد المسلمين والآسيويين الجنوبيين في الأيام التي تلت الهجمات. اُستُهدف السيخيون أيضًا؛ لأنَّ الذكور من السيخ يرتدون عمامة عادةً، وهي مرتبطة بالمسلمين بشكل نمطي. أفادت تقارير عن هجمات على المساجد والمباني الدينية الأخرى (بما في ذلك تفجير معبد هندوسي بالقنابل الحارقة) وهجمات على أشخاص، بما في ذلك جريمة قتل واحدة وهو بالبير سينغ سودي وهو سيخيٌّ اعتُقد خطًأ أنَّه مسلم، أُردي ميتًا بالرصاص في مدينة ميسا، أريزونا في 15 سبتمبر 2001. تمَّ ترحيل عشرين فردًا من عائلة أسامة بن لادن بشكل عاجل خارج البلاد على متن طائرة خاصة تحت إشراف مكتب التحقيقات الفيدرالي بعد ثلاثة أيام من الهجمات.
وفقًا لدراسة أكاديمية، الأشخاص الذين نُظر إليهم على أنَّهم شرق أوسطيين كانوا عرضة لأن يقعوا ضحايا لجرائم الكراهية الإرهابية بنفس درجة أتباع الإسلام أثناء تلك الفترة. وجدت الدراسة أيضًا زيادة مماثلة في جرائم الكراهية ضد أشخاص ربما اعتُبِروا مسلمين وعرب وآخرين اعتُقد أنهم شرق لمجموعة مناصرة الأمريكيين الجنوب آسيويين المعروفة باسم «الأمريكيون الجنوب آسيويون يقودون معًا» التغطية الإعلامية لـ 645 حادثة تحيز ضد الأمريكيين من جنوب آسيا أو الشرق الأوسط بين 11 و17 سبتمبر. تم توثيق جرائم مختلفة مثل التخريب والحرق المتعمد والاعتداء وإطلاق النار والإزعاج والتهديدات في أماكن عديدة.

## الدوافع
رأى المحققون إعلان أسامة بن لادن الجهاد ضد الولايات المتحدة، وفتواه عام 1998 وآخرين، التي دعت إلى قتل الأمريكيين، دليلًا على دافعه. في «رسالة إلى أمريكا» في نوفمبر عام 2002، قال بن لادن صراحةً أن الدوافع وراء هجمات القاعدة تشمل:
- دعم الولايات المتحدة لإسرائيل.
- دعم «الهجمات ضد المسلمين» في الصومال.
- دعم الفلبين ضد المسلمين في صراع مورو.
- دعم «العدوان» الإسرائيلي ضد المسلمين في لبنان.
- دعم روسيا «الفظائع المرتكبة بحق المسلمين» في الشيشان.
- الحكومات الموالية لأمريكا في الشرق الأوسط (الذين «يتصرفون كعملاء لأمريكا») فيما يتعارض مع مصالح المسلمين.
- دعم ظلم الهنود للمسلمين في كشمير
- وجود القوات الأمريكية في المملكة العربية السعودية.
- حصار العراق.[84]

بعد الهجمات، نشر بن لادن والظواهري أشرطة فيديو وتسجيلات صوتية إضافية، كرر بعضها أسباب الهجمات. كان هناك منشوران مهمان خصوصًا هما «رسالة إلى أمريكا» التي قدمها بن لادن عام 2002، وشريط فيديو صوره في عام 2004.
أوّل بن لادن حديث النبي محمد بأنه منع «الوجود الدائم للكفار في السعودية». في عام 1996، أصدر بن لادن فتوى يدعو فيه القوات الأميركية إلى مغادرة السعودية. في العام 1998، كتب تنظيم القاعدة، «منذ أكثر من سبع سنوات والولايات المتحدة تحتل أراضي الإسلام في أكثر الأماكن قداسة، شبه الجزيرة العربية، وتنهب خيراتها، وتملي على حكامها، وتذل شعبها، وتروّع جيرانها، وتحول قواعدها في شبه الجزيرة إلى رأس حربة لقتال الشعوب الإسلامية المجاورة».
في مقابلة أجريت معه في ديسمبر من عام 1999، قال بن لادن إنه يشعر أن الأمريكيين «قريبون جدًا من مكة»، واعتبر ذلك بمثابة استفزازٍ للعالم الإسلامي بأسره. اقترح أحد التحليلات حول التفجير الانتحاري أنه لولا وجود القوات الأمريكية في السعودية لما تمكن تنظيم القاعدة من حث الناس على تنفيذ المهام الانتحارية.
في عام 1998، اعتبرت القاعدة العقوبات المطبقة على العراق سببًا لقتلهم الأمريكيين، وأدانت «الحصار المطوّل» من بين عدة أفعالٍ أخرى شكّلت إعلانًا للحرب ضد «الله ورسوله والمسلمين». أعلنت الفتوى أن «الحكم بقتل الأميركيين وحلفائهم -مدنيين وعسكريين- واجب فردي على كل مسلم قادر على فعل ذلك في أي بلد يُتاح له، من أجل تحرير المسجد الأقصى والمسجد الحرام في مكة من قبضتهم، ولتخرج جيوش الأمريكان من أراضي الإسلام، مهزومة غير قادرة على إخافة أي مسلم».
في عام 2004، قال بن لادن بأن فكرة تدمير أبراج التجارة ارتأت له لأول مرة في العام 1982، عندما شهد قصف إسرائيل للمباني السكنية العالية خلال حرب لبنان عام 1982. ادعى بعض المحللين، بمن فيهم ميرشايمر ووالت، أن دعم الولايات المتحدة لإسرائيل كان أحد دوافع الهجمات. في عامي 2004 و2010، ربط بن لادن مرة أخرى هجمات 11 سبتمبر بدعم الولايات المتحدة لإسرائيل. ».
تُطرح دوافع أخرى إضافة إلى تلك التي صرّح بها كل من بن لادن والقاعدة. اقترح بعض المحللين بأن «الإذلال» الذي نتج عن سقوط العالم الإسلامي، جاعلًا إياه متأخرًا عن العالم الغربي – ظهر هذا التباين بشكل واضح باتجاه العولمة، والرغبة في استفزاز الولايات المتحدة إلى شن حرب أوسع ضد العالم الإسلامي على أمل تحفيز حلفاء أكثر لدعم القاعدة. على نحو مشابه، زعم آخرون أن أحداث الحادي عشر من سبتمبر كانت حركة إستراتيجية هدفها دفع أمريكا إلى حرب من شأنها التحريض على ثورة يشارك بها عموم المسلمين.

## التخطيط
كان خالد شيخ محمد أوَّل من تصوَّر الهجوم وقدمه إلى أسامة بن لادن عام 1996، في ذلك الوقت، كان ابن لادن والقاعدة ضمن مرحلة انتقالية، بعد العودة إلى أفغانستان من السودان. كانت تفجيرات السفارات الأمريكية في أفريقيا عام 1998 والفتوى التي أصدرها ابن لادن في العالم 1998 نقطة تحول في العملية للقاعدة، إذ عقد ابن لادن عزمه الهجوم على الولايات المتحدة.
في أواخر عام 1998 وأوائل عام 1999، وافق بن لادن على مضي محمد في التخطيط والتنظيم، عقد ابن لادن ونائبه محمد عاطف سلسلة من الاجتماعات في مطلع العام 1999. قدم عاطف دعماً تشغيليًا شمل تحديد الأهداف وترتيب سفر منفذي الهجوم. رفض ابن لادن خطة محمد في استهداف أهداف مثل برج مصرف الولايات المتحدة في لوس أنجلوس بسبب ضيق الوقت.
قدم ابن لادن القيادة والدعم المالي وشارك في اختيار المشاركين، إذ وقع اختياره بدايةً على نواف الحازمي وخالد المحضار، الذين كان كلاهما جهاديين متمرسين قَاتَلا في حرب البوسنة والهرسك. وصل الحزمي والمحضار إلى الولايات المتحدة في منتصف شهر يناير عام 2000. في أوائل عام 2000، تلقى الحازمي والمحضار دروساً في الطيران في سان دييغو بولاية كاليفورنيا، ولكن لم يتقن كلاهما سوى قليل من اللغة الإنجليزية، وكان أداؤهما ضعيفًا في دروس الطيران، وشَغَلا في النهاية دور منفذين ثانويين.
في أواخر عام 1999، وصلت مجموعة رجال من هامبورغ، ألمانيا، إلى أفغانستان؛ كان من بين هؤلاء محمد عطا ومروان الشحي وزياد جراح ورمزي بن الشيبة. وقع اختيار ابن لادن على هؤلاء لكونهم متعلمين، ويجيدون الإنجليزية، ولديهم خبرة في الحياة في الغرب. كان يُفحص المجندون الجدد بشكل روتيني لتنمية مهاراتهم الخاصة، وبالتالي وجد قادة القاعدة أنَّ هاني حنجور كان يملك بالفعل رخصة طيار تجارية. قال محمد لاحقًا بأنه ساعد منفذي الهجوم على التخفِّي بتعليمهم كيفية طلب الطعام في المطاعم وارتداء ملابس غربية.
وصل حنجور إلى سان دييغو في 8 ديسمبر عام 2000، لينضم إلى الحازمي. سرعان ما غادر الاثنان إلى أريزونا، حيث تلقى تلحازمي تدريبًا تنشيطيًا. وصل مروان الشحي في نهاية شهر مايو عام 2000، في حين وصل محمد عطا في 3 يونيو عام 2000، ووصل زياد جراح في 27 يونيو عام 2000. تقدم ابن الشيبة للحصول على تأشيرة دخول إلى الولايات المتحدة، لكن لكونِّه يمنيًا، رُفض خوفًا من أن يتجاوز فترة إقامته حسب الفيزا. بقي بن الشيبة في هامبورغ، مديرًا التنسيق بين عطا ومحمد. تلقى أعضاء خلية هامبورغ الثلاثة تدريبات تجريبية في جنوب فلوريدا.
في ربيع عام 2001، بدأ المنفذون الثانويون بالوصول إلى الولايات المتحدة. في يوليو عام 2001، التقى محمد عطا بابن الشيبة في إسبانيا، حيث نسَّقوا تفاصيل الهجوم، بما في ذلك اختيار الهدف النهائي. أوصل ابن الشيبة أمل بن لادن في تنفيذ الهجمات بأسرع وقت ممكن. حصل بعض منفذ الهجوم على جوازات سفر من مسؤولين سعوديين فاسدين كانوا من أفراد عائلاتهم، أو استخدموا جوازات سفر مزيفة للدخول.
دارت فكرة حول اختيار منفذي الهجوم ذلك التاريخ لتشابهه مع 9-1-1، رقم الهاتف للإبلاغ عن حالات الطوارئ في الولايات المتحدة. غير أنَّ لورانس رايت كتب أنَّ المنفذين اختاروا ذلك التاريخ لأن 11 سبتمبر عام 1683 هو اليوم الذي بدأ فيه ملك بولندا معركة فيينا التي طُردت بنهايتها الجيوش الإسلامية العثمانية التي حاولت الاستيلاء على فيينا، كان ذلك هو التاريخ الذي فرض فيه الغرب سيطرة فوق الإسلام، وبتنفيذه الهجوم في ذلك التاريخ، كان يأمل في خطو خطوة باتجاه «الفوز» في حرب القوة والتأثير العالميين.

## الآثار

### المشاكل الصحية
انتشر مئات آلاف الأطنان من الحطام السام الذي يحتوي على أكثر من 2,500 نوع من الملوثات السامة، بما في ذلك المواد المسرطنة المعروفة، عبر مانهاتن السفلى بسبب انهيار البرجين التوأمين. زُعم أن التعرض للسموم الموجودة في الحطام قد ساهم في الإصابة بأمراض قاتلة أو مضنية لدى الأشخاص الذين كانوا في غراوند زيزو. أمرت إدارة بوش وكالة حماية البيئة (إي بّي إيه) بإصدار بيانات مطمئنة بشأن جودة الهواء في أعقاب الهجمات، بحجة الأمن القومي، لكن وكالة حماية البيئة لم تبت بعودة جودة الهواء إلى مستويات ما قبل 11 سبتمبر حتى يونيو 2002.
طالت الآثار الصحية السكان والطلاب وموظفي المكاتب في مانهاتن السفلى والحي الصيني المجاور. رُبطت العديد من الوفيات بالغبار السام، وأُدرجت أسماء الضحايا في النصب التذكاري لمركز التجارة العالمي. تشير التقديرات إلى إصابة نحو 18,000 شخص بالأمراض نتيجة للغبار السام. هناك أيضًا توقعات علمية تفيد بأن التعرض للمنتجات السامة المختلفة في الهواء قد يكون له آثار سلبية على نمو الأجنة. يوجد حاليًا مركز مرموق يُعنى بصحة الأطفال البيئية ويعمل على إجراء التحاليل على الأطفال الذين كانت أمهاتهم حوامل أثناء انهيار مركز التجارة العالمي، وكن يقطن أو يعملن في مكان قريب. وجدت دراسة أُجريت على عمال الإنقاذ في أبريل 2010 أن جميع من خضع للدراسة يعاني من ضعف في وظائف الرئة، وأن 30% إلى 40% قد أبلغوا عن تحسن طفيف أو معدوم في الأعراض المستمرة التي بدأت خلال السنة الأولى من الهجمات.
في السنوات التي أعقبت الهجمات، كانت النزاعات القانونية حول تكاليف الأمراض المتعلقة بالهجمات لا تزال في المنظومة القضائية. في 17 أكتوبر 2006، رفض قاضٍ فيدرالي إحجام مدينة نيويورك عن دفع التكاليف الصحية لعمال الإنقاذ، مما أتاح إمكانية رفع دعاوي عديدة ضد المدينة. انتُقد المسؤولون الحكوميون لحثهم العامة على العودة إلى مانهاتن السفلى في الأسابيع التي تلت الهجمات بوقت قصير. تعرضت كريستين تود ويتمان، مديرة وكالة حماية البيئة بعد الهجمات، لانتقادات شديدة وجّهها قاضي محكمة المقاطعة لقولها خطأً أن المنطقة آمنة بيئيًا. تعرض العمدة جولياني لانتقادات بعد حثه العاملين في القطاع المالي على العودة سريعًا إلى منطقة وول ستريت الأكبر.
في 22 ديسمبر 2010، مرر الكونغرس الأمريكي قانون جيمس زادروغا للصحة وتعويضات أحداث 11/9، ووقع عليه الرئيس باراك أوباما ليصبح قانونًا نافذًا في 2 يناير 2011. خصص القانون 4.2 مليار دولار لإنشاء برنامج مركز التجارة العالمي الصحي، الذي يوفر الفحوصات والعلاجات للأشخاص الذين يعانون من مشاكل صحية طويلة الأمد تتعلق بهجمات 11 سبتمبر. حل برنامج الصحة التابع لمركز التجارة العالمي محل البرامج الصحية الموجودة مسبقًا والمتعلقة بأحداث 11/9 مثل برنامج المراقبة والعلاج الطبي وبرنامج مركز الصحة البيئية التابع لمركز التجارة العالمي.

### الأثر الاقتصادي
كان للهجمات تأثير اقتصادي كبير على الولايات المتحدة والأسواق العالمية. لم تفتح البورصات أبوابها في 11 سبتمبر وظلت مغلقة حتى 17 سبتمبر. عند إعادة افتتاحها، انخفض مؤشر داو جونز الصناعي (دي جيه آي إيه) 684 نقطة، أو 7.1%، وبلغ 8921، وهو هبوط قياسي ليوم واحد. بحلول نهاية الأسبوع، كان مؤشر داو جونز الصناعي قد هبط 1,369.7 نقطة (14.3%)، وحينها كان أكبر انخفاض له في أسبوع واحد عبر التاريخ. في عام 2001، خسرت الأسهم الأمريكية 1.4 ترليون دولار في التقييم الأسبوعي.
في مدينة نيويورك، فُقد نحو 430,000 عمل شهري و2.8 مليار دولار من المرتبات في الأشهر الثلاثة الأولى بعد الهجمات. ظهرت الآثار الاقتصادية على قطاعات التصدير بشكل رئيسي. قُدر الناتج المحلي الإجمالي للمدينة بانخفاض قدره 27.3 مليار دولار للأشهر الثلاثة الأخيرة من عام 2001 وعام 2002 بأكمله. قدمت حكومة الولايات المتحدة 11.2 مليار دولار كمساعدة فورية لحكومة مدينة نيويورك في سبتمبر 2001، و10.5 مليار دولار في أوائل عام 2002 من أجل التنمية الاقتصادية واحتياجات البنية التحتية.
تضررت الشركات الصغيرة أيضًا في مانهاتن السفلى بالقرب من مركز التجارة العالمي (دُمرت 18,000 شركة منها أو هُجرت)، مما أدى إلى فقدان الوظائف مع مرتباتها. قُدمت المساعدة من خلال قروض إدارة الأعمال الصغيرة؛ ومِنح الحكومة الفيدرالية غير المشروطة لتنمية المجتمع؛ وقروض كوارث الضرر الاقتصادي. تضرر أو دُمر نحو  31,900,000 قدم مربع (2,960,000 متر مربع) من المساحات المكتبية في مانهاتن السفلى. تساءل الكثيرون عما إذا كانت هذه الوظائف ستعود يومًا، وما إذا كانت القاعدة الضريبية المتضررة ستتعافى. تظهر الدراسات التي أُجريت على التأثيرات الاقتصادية لأحداث 11 سبتمبر أن مكاتب سوق العقارات ومكاتب التوظيف في مانهاتن كانت أقل تأثرًا مما كان يُخشى في البداية، بسبب حاجة قطاع الخدمات المالية إلى التواصل المباشر.
أُغلق المجال الجوي لأمريكا الشمالية لعدة أيام بعد الهجمات وانخفضت أعداد الرحلات الجوية عند إعادة فتحه، مما أدى إلى تخفيض قارب العشرين بالمئة في كفاءة النقل الجوي، وتفاقمت المشاكل المالية في قطاع الطيران الأمريكي المتعثر.
أدت هجمات 11 سبتمبر أيضًا إلى حربي الولايات المتحدة في أفغانستان والعراق، إلى جانب الإنفاق الإضافي على أمن الوطن، بمبلغ إجمالي لم يقل عن 5 ترليون دولار.

### التأثير الثقافي
يمتد تأثير الحادي عشر من سبتمبر إلى ما وراء الاعتبارات الجغرافية السياسية ليصل إلى المجتمع والثقافة عمومًا. شملت ردود الفعل المباشرة على أحداث 11 سبتمبر تركيزًا أكبر على الحياة المنزلية وإمضاء الوقت مع العائلة، وتكثيف الحضور في الكنيسة، وزيادة التعبير عن الوطنية برفع الأعلام الأمريكية. استجاب قطاع الإذاعة بإزالة بعض الأغاني من قوائم التشغيل، واستُخدمت الهجمات لاحقًا كعناصر للخلفيات أو كمادة روائية أو موضوع رئيسي في الأفلام والتلفاز والموسيقى والأدب. عكست البرامج التلفزيونية التي كانت قيد العرض أساسًا والبرامج المعدة بعد 11/9 الشواغل الثقافية التي ظهرت بعد أحداث 11/9.
أصبحت نظريات المؤامرة المتعلقة بأحداث الحادي عشر من سبتمبر ظاهرة اجتماعية، على الرغم من افتقارها لدعم العلماء والمهندسين والمؤرخين الخبراء. كان لأحداث 11 سبتمبر تأثير كبير على الإيمان الديني للعديد من الأفراد؛ بالنسبة للبعض، فقد عززته، إذ وجدوا فيه المواساة للتأقلم مع فقدان الأحباء والتغلب على حزنهم؛ بدأ الآخرون يشككون في إيمانهم أو يفقدونه بالكامل، لأنهم لم يتمكنوا من التوفيق بين المعاناة وبين نظرتهم للدين.

لوحظ في الثقافة الأمريكية السائدة اللاحقة للهجمات اتخاذ إجراءات أمنية مشددة وزيادة الطلب عليها، فضلًا عن انتشار جنون الارتياب والقلق بشأن هجمات إرهابية مستقبلية تشمل الدولة بمعظمها. أكد علماء النفس أيضًا أن هناك قدرًا متزايدًا من القلق على الصعيد الداخلي إزاء الرحلات الجوية التجارية. ارتفعت جرائم الكراهية ضد المسلمين بنحو عشرة أضعاف في عام 2001، وظلت بعدها «أعلى بخمس مرات تقريبًا من معدل ما قبل 11 سبتمبر».

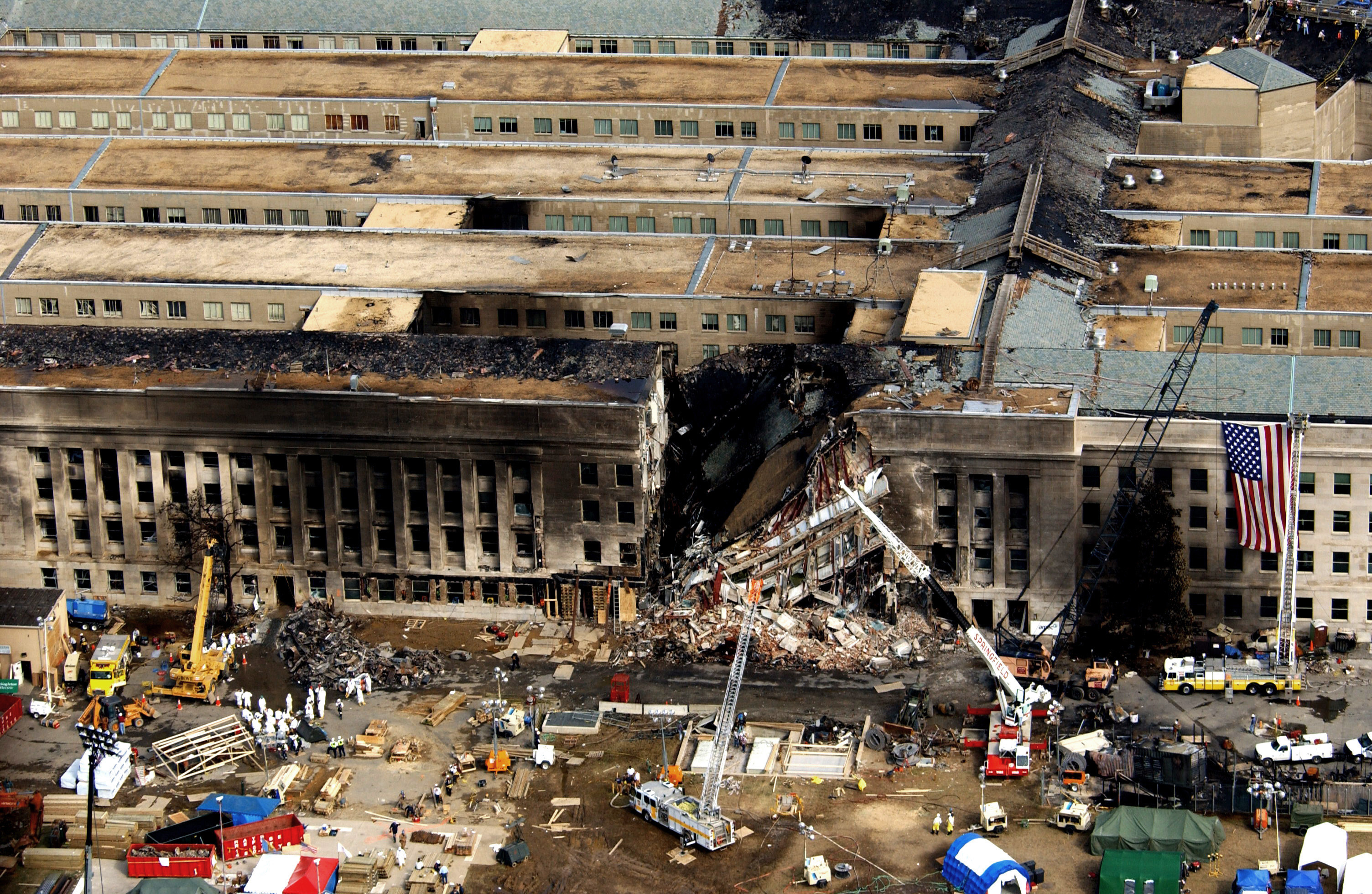

## نظريات المؤامرة
فسر البعض الأحداث بعلم أجزاء من المنظومة الأمريكية بتفاصيل ما سيحصل وتغاضيها عنه، ورأى البعض الآخر أنها مدبرة بالكامل.

## وصلات خارجية
- مقال مجلة العلم - عامر هنانده. الأردن، (عدد سبتمبر) 2006.